# Бишћаново
Бишћаново је насељено мјесто на подручју града Глине, Банија, Република Хрватска.

## Историја
Бишћаново се од распада Југославије до августа 1995. године налазило у Републици Српској Крајини.

## Становништво
| Националност       | 1991. | 1981. | 1971. | 1961. |
| Хрвати             | 29    | 88    |       |       |
| Срби               | 13    | 24    |       |       |
| Југословени        | 8     |       |       |       |
| остали и непознато | 5     |       |       |       |
| Укупно             | 55    | 112   | '     | '     |

| Демографија | Демографија | Демографија |
| Година      | Становника  | Становника  |
| ----------- | ----------- | ----------- |
| 1961.       | 177         |             |
| 1971.       | 166         |             |
| 1981.       | 112         |             |
| 1991.       | 55          |             |
| 2001.       | 27          |             |